# Concours internationaux de la Ville de Paris
Die Concours internationaux de la Ville de Paris sind Wettbewerbe für verschiedene Bereiche der Musik in Paris. Folgende Wettbewerbe gehören dazu:
- Concours de Violoncelle Rostropovitch für Violoncello
- Concours Etienne Vatelot lutherie et archèterie für Violin- und Bogenbauer
- Concours de piano jazz Martial Solal für Jazz-Piano
- Concours de trompette Maurice André für Trompete
- Concours Olivier Messiaen für zeitgenössisches Klavier
- Concours de flûte Jean-Pierre Rampal für Flöte
- Concours d’orgue für Orgel
- Concours de harpe Lily Laskine für Harfe